# هارولد جانز
هارولد الفورد جانز (به انگلیسی: Harold Elford Johns) متولد ۱۹۱۵ کانادا۱۹۹۸، از پیشروان مهم در تاریخ و علم فیزیک پزشکی است.
او مخترع سیستم‌های اولیهٔ چاقوی گاما در سال ۱۹۵۱ است.